# آهولد
آهولد (به هلندی: Ahold) شرکت خرده‌فروشی هلندی است، که خدمات خود را در سطح بین‌المللی ارائه می‌کند. شرکت آهولد در سال ۱۸۸۷ با راه‌اندازی اولین فروشگاه در شهر اوستزان، هلند تأسیس شد، در سال ۱۹۴۸ به یک شرکت سهامی تبدیل گردید و هم‌اکنون مالک شبکه‌ای از ۳۲۰۶ شعبه در اروپا و آمریکای شمالی می‌باشد. دفتر مرکزی این شرکت در شهر آمستردام، هلند قرار دارد و بخشی از سهام آن در بازار بورس اوراق بهادار یورونکست آمستردام معامله می‌شود.